# 1,000 Recordings to Hear Before You Die
1,000 Recordings to Hear Before You Die là một cuốn sách tham khảo về âm nhạc được viết bởi Tom Moon, được xuất bản vào năm 2008.
Cuốn sách bao gồm một danh sách các bản ghi âm, chủ yếu là album (với một số đĩa đơn), được sắp xếp theo thứ tự bảng chữ cái của nghệ sĩ hoặc nhà soạn nhạc. Mỗi mục trong danh sách đều kèm theo một bài luận ngắn, theo sau là phân loại thể loại, lựa chọn của Moon cho "bài hát chính" từ album, bản thu được đề xuất tiếp theo từ cùng một nghệ sĩ hoặc nhà soạn nhạc và dẫn đến các bản thu trong danh sách của các nghệ sĩ khác tương tự hoặc liên quan khác.
Moon cũng viết một phần tái bút của "108 bản ghi âm khác cần biết".
Moon là nhà phê bình âm nhạc tại The Philadelphia Inquirer trong 20 năm, và đã làm việc cho Rolling Stone, Blender và các ấn phẩm khác.

## Thể loại và nội dung
Các bản ghi âm nhạc rock thống trị danh sách, bao gồm nhiều thể loại cổ điển như jazz, blues, dân gian, đồng quê, R & B, electronica, hip-hop, phúc âm, opera, nhạc kịch, pop, vocal và world music. Không giống như một bộ bách khoa toàn thư về âm nhạc phổ biến khác, trong 1,000 Recordings to Hear Before You Die, Moon cho phép đưa vào các album có thể chứa tài liệu không phải nguyên bản, chẳng hạn như bộ sưu tập, nhóm các bản hit lớn, bản ghi âm dàn diễn viên nhạc kịch Broadway và nhạc phim.